# Spermophora morogoro
Spermophora morogoro là một loài nhện trong họ Pholcidae. Loài này được phát hiện ở Tanzania.